# Betsy Clifford
Pour les articles homonymes, voir Clifford.
Betsy Clifford, née le 15 octobre 1953 à Ottawa, est une ancienne skieuse alpine canadienne.

## Palmarès

### Jeux olympiques d'hiver
| Épreuve / Édition | Descente     | Slalom géant | Slalom  |
| JO 1968 Grenoble  | 23e          | Disqualifiée | Abandon |
| JO 1972 Sapporo   | Non-partante | —            | —       |
| JO 1976 Innsbruck | 22e          | 22e          | Abandon |

### Championnats du monde
| Épreuve / Édition          | Descente     | Slalom géant | Slalom       | Combiné |
| JO 1968 Grenoble           | 23e          | Disqualifiée | Abandon      | —       |
| Mondiaux 1970 Val Gardena  | 42e          | Or           | 8e           | 11e     |
| JO 1972 Sapporo            | Non-partante | —            | —            | —       |
| Mondiaux 1974 Saint-Moritz | Argent       | 19e          | Non-partante | Abandon |
| JO 1976 Innsbruck          | 22e          | 22e          | Abandon      | —       |

### Coupe du monde
- Meilleur résultat au classement général : 8e en 1970
  - Vainqueur de la coupe du monde de slalom en 1971
  - 3 victoires : 1 géant et 2 slaloms
  - 10 podiums

#### Saison par saison
- Coupe du monde 1968 :
  - Classement général : 43e
- Coupe du monde 1969 :
  - Classement général : 22e
- Coupe du monde 1970 :
  - Classement général : 8e
    - 1 victoire en géant : Val Gardena (Championnats du monde)
- Coupe du monde 1971 :
  - Classement général : 10e
    - Vainqueur de la coupe du monde de slalom
    - 2 victoires en slalom : Val-d'Isère et Schruns
- Coupe du monde 1972 :
  - Classement général : 18e
- Coupe du monde 1974 :
  - Classement général : 18e
- Coupe du monde 1975 :
  - Classement général : 15e
- Coupe du monde 1976 :
  - Classement général : 22e

### Arlberg-Kandahar
- Meilleur résultat : 5e place dans le combiné 1971-72 à Sestrières